# Tétény Irodaház
A Tétény Irodaház az RTL Magyarország stúdióinak székháza Budatétényben. A komplexum kifejezetten televíziós és filmes produkciók gyártásra készült. 2005-ben adták át. Az épületben 4 új stúdiót is kialakítottak, hogy egy helyen készüljenek az RTL műsorai. 2024-ben az RTL kétbázisúvá alakításával az épületet felújították.

## Stúdiók
| Stúdió                       | Területe | Televíziós műsorok                                                                                     | Megjegyzés                                                                                              |
| ---------------------------- | -------- | --- | --- |
| 1-es "Baló György" hírstúdió | 120 m²   | - UEFA-bajnokok ligája összefoglalói                                                                   | Ez volt az RTL központi hírstúdiója.                                                                    |
| 2-es stúdió                  | 320 m²   | - Heti Hetes - Széf - Cápák között - A Konyhafőnök - Kalandra fal! - The Floor – Csak egy maradhat     | |
| 3-as stúdió                  | 820 m²   | - Ecopoly - Szombat esti láz - Esti Showder - Csillag születik - The Voice - X-Faktor - Álarcos Énekes | 11 méteres belmagasságával az ország legnagyobb televíziós stúdiója; technikai felszereltsége korszerű. |
| 4-es stúdió                  | 1439 m²  | - Barátok közt - Pokoli rokonok                                                                        | Állandó díszletezettségű stúdió. A Pokoli rokonok belső jeleneteit forgatják itt.                       |

## Az épület technikai adottságai
Az RTL stúdióinak technikai felszereltsége 21. századi.
Áramellátása lehetővé teszi, hogy a ház akkor is zavartalanul működjön, amikor a szünetmentes tápegységek üzemelnek. A 4 csöves fan-coil fűtő- és hűtőrendszernek köszönhetően minden iroda külön vezérelhető, és temperálható, évszaktól függetlenül.
Az épületben 4 lift, 3 teherlift szállítja a dolgozókat a 7 emelet között. Az épületben a biztonság magas fokú, A TRIMEX Security 11 munkatársa folyamatosan őrzi a székházat; járőrökkel, és biztonsági pontokon felállított őrhelyek segítségével. Munkájukat 128 kamera, egy intelligens betörésvédelmi rendszer, és a komplexum beléptetési rendszere segíti. A center előtt 50, a hozzá tartozó mélygarázsban 133 parkolóhely van kialakítva.